# Kikuyu Central Association
Die Kikuyu Central Association (KCA) war eine politische Organisation im kolonialen Kenia.
Die ersten Massenproteste und Demonstrationen von Kikuyu gegen die wachsende koloniale Ungerechtigkeit fanden 1921 statt, als europäische Arbeitgeber versuchten, die ohnehin dürftigen Löhne ihrer einheimischen Angestellten zu kürzen. Daraus entstand 1921 die Young Kikuyu Association, bald darauf umbenannt in East African Association, Kenias erste rein afrikanische politische Organisation. Deren Vorsitzender Harry Thuku wurde im März 1922 festgenommen und anschließend für mehrere Jahre deportiert, 1925 wurde sie aufgelöst.
Die Kikuyu Central Association (KCA) wurde vor 1924 gegründet. Die Gründer waren hauptsächlich junge Männer, die nicht das Vertrauen ihrer traditionellen Stammesführer besaßen. Das ursprüngliche Programm der KCA bestand aus radikalen Forderungen wie der Rückgabe enteigneten Landes mit dem Bestreben, in die traditionelle vorkoloniale Vergangenheit zurückzukehren. In seiner Forderung nach einer Vertretung Afrikas in der Legislative war die KCA den meisten Stammesmitgliedern voraus. Viel Unterstützung durch die Kikuyu fanden ihre Positionen für höhere Löhne, gegen das Verbot des Kaffeeanbaus durch Afrikaner und für die Beibehaltung der weiblichen Genitalbeschneidung, die von christlichen Missionaren verurteilt wurde.
Das bekannteste Mitglied der  war Jomo Kenyatta, später der erste Präsident Kenias. Er trat 1924 ein und übernahm den Vorsitz von James Beauttah und Joseph Kang'ethe. 1929 reiste er im Auftrag der KCA nach London, um dort die Interessen der Kikuyu zu vertreten. 
Die KCA wurde 1940 verboten, als der Zweite Weltkrieg Ostafrika erreichte. Nachfolgeorganisationen waren die Kenya African Study Union, gegründet 1944, umbenannt 1947 in Kenya African Union (KAU) und 1952 verboten, sowie die 1960 gegründete Kenya African National Union. Im Mau-Mau-Krieg ab 1952 sahen sich einige Kämpfer als Fortsetzung der KCA an und nannten sich wieder KCA. 